# Trudernish
Trudernish ist eine kleine Siedlung auf der schottischen Hebrideninsel Islay. Sie befindet sich etwa zwölf Kilometer nordöstlich des Fährhafens Port Ellen und 600 m westlich des Kaps Trudernish Point im Südosten der Insel. Obschon Trudernish in einem dünnbesiedelten Teil der Insel liegt, ist es über die Straße, die entlang der Südküste von Port Ellen über Lagavulin bis nach Ardtalla führt, erreichbar. Ardmore selbst besteht nur aus wenigen Häusern. Im Jahre 1861 lebten dort noch elf Personen.

## Historische Funde
Bei Trudernish finden sich die Ruinen der Kapelle Cill Chuibain, die dem Heiligen Kevan geweiht gewesen sein könnte. Möglicherweise handelt es sich hierbei um den ältesten Kirchenbau der Insel. Das 1,5 m mächtige Mauerwerk umschloss einen 3 × 6 m messenden Innenraum. Unterhalb der Kapelle befindet sich ein Heilbrunnen, an dem noch bis in die heutige Zeit Opfergaben abgelegt wurden. Östlich nahe Claggain Bay und Trudernish Point befindet sich ein Stehender Stein. Dieser ist zwei Meter hoch bei einer Grundfläche von 70 × 30 cm. Es existieren Berichte über einen weiteren Stehenden Stein sowie einen Cairn nahe Trudernish, die jedoch als zweifelhaft zu bezeichnen sind.